# Lærkespore (Pseudofumaria)
Lærkespore (Pseudofumaria) er en lille slægt med kun én art, den nedennævnte. Den er hjemmehørende i Europa, men har spredt sig fra havedyrkning og er naturaliseret i det meste af den tempererede verden. Det er stauder med blågrønne, snitdelte og meget tynde blade. Blomsterne er samlet i endestillede klaser, og hver blomst har en spore. Frugten er en kapsel.
Det danske slægtsnavn "Lærkespore" er ikke entydigt, da det også bruges om slægten Corydalis, som gul lærkespore tidligere blev regnet under. Således er man nødt til at skelne mellem "Lærkespore (Pseudofumaria)" og "Lærkespore (Corydalis)". Plantedirektoratet betegner begge disse slægter - samt slægten Capnoides - som "Lærkespore" i publikationen Anbefalede plantenavne Arkiveret 25. marts 2016 hos  Wayback Machine.
| Beskrevne arter |

- Gul Lærkespore (Pseudofumaria lutea) – som tidligere hed Corydalis lutea